# Revekka Galperina
Revekka Menasievna Galperina (în rusă Ревекка Менасьевна Гальперина, 1902, Edineț, ținutul Hotin, gubernia Basarabia — 1976, Moscova) a fost o traducătoare sovietică de literatură engleză și germană și redactor literar.

## Biografie
S-a născut la Edineț, în familia scriitorului și comerciantului evreu Menașe Șliomovici (Menasii Solomonovici) Galperin (1871-1960) și al soției sale, Tema Naftulovna Kormanskaia (1872-1941). Era nepoata pictorului Lev Solomonovici Galperin (1886-1938). Tatăl său se ocupa cu comerțul cu grâne, bunicul din partea tatălui a fost mare industriaș din Hmelnîțkîi, în timp ce bunicul din partea mamei a fost un mare negustor de grâne basarabean. A studiat acasă cu profesori particulari și a trăit în mai multe țări, apoi la Moscova. A lucrat ca redactor la Editura de literatură străină (Izdatelstvo inostrannoi literaturî).
Revekka Galperina a fost unul dintre cei mai prolifici traducători sovietici, realizând zeci de traduceri în limba rusă ale unor opere celebre ale literaturii universale, unele republicate în mod repetat. Printre autorii traduși de ea se numără Robert Sheckley, James Fenimore Cooper, Franz Kafka, Jack London, O. Henry, Hans Fallada, E.T.A. Hofmann, Edgar Allan Poe, Franz Fühmann, Hans Erich Nossack, Adalbert Stifter, Stefan Zweig, Dieter Noll, Anna Seghers, Theodore Dreiser, Heinrich Mann, William Makepeace Thackeray, Mark Twain, Thomas Mann, Lion Feuchtwanger și Sinclair Lewis.

## Familia
Revekka Galperina a avut trei frați: Nehemia (Naum) Galperin (1892-1937); Isaia Silvan Galpern (1896-1988), avocat, care a imigrat în 1927 în SUA, și a fost bunicul avocatei și designerei Patricia Raskin, care a lansat în 2012 o linie de produse din piele pentru femei „Anne Sylvain”; Rafael (Reful) Galpern (1897-1968), care a trăit din 1927 împreună cu soția și mama sa la New York.
A fost căsătorită de două ori. Primul soț a fost Pavel Nikolaevici Mostovenko (1881-1938), rectorul Universității Tehnice de Stat Bauman din Moscova (1927-1930). A avut împreună cu el doi copii: Aleksandr Mostovenko (1921-1942), care a murit pe front, și Natalia Mostovenko, care s-a căsătorit cu filosoful Gheorghi Șcedrovițki. S-a căsătorit pentru a doua oară cu muzicologul Gheorghi Nikitici Hubov (1902-1981), maestru emerit al RSFSR, cu care a avut un fiu: Nikita Gheorghievici Hubov (n. 1936), viitor operator și regizor de film.
Ea a avut doi verișori celebri: Samuil Davidovici Eidelman (1920-2005), matematician ucrainean; Iuri Lvovici Krol (n. 1931), orientalist-sinolog; fiul unui alt verișor a fost compozitorul Iuli Evghenievici Galperin (n. 1945).